# Stefan Sinner
Stefan Sinner (* 10. Juni 1969 in Hanau) ist ein deutscher Jurist. Er ist seit dem 2. August 2021 Richter am Bundesverwaltungsgericht.

## Leben und Wirken
Sinner arbeitete nach Abschluss seiner juristischen Ausbildung und der Promotion durch die Johann Wolfgang Goethe-Universität Frankfurt am Main zunächst als wissenschaftlicher Mitarbeiter an der Justus-Liebig-Universität Gießen. Seit März 2000 war er in der Verwaltung des Deutschen Bundestages tätig, zuletzt als Ministerialrat. Von Februar 2005 bis Januar 2007 war er an das Bundesverfassungsgericht und von Oktober 2009 bis September 2011 an das Bundesverwaltungsgericht abgeordnet.
Das Präsidium des Bundesverwaltungsgerichts wies Sinner dem 3. Revisionssenat zu, der u. a. für das Verkehrs- und Personenbeförderungsrecht, das Recht der Anlegung von Schienenwegen, das Land- und Forstwirtschaftsrecht, das Tierschutzrecht und das Gesundheitsverwaltungsrecht zuständig ist.